# История почты и почтовых марок Малави
История почты и почтовых марок Малави описывает развитие почтовой связи в Малави, государстве, расположенном в Юго-Восточной Африке и ранее известном как британская колония Ньясаленд, со столицей в Лилонгве.
Малави входит в число стран — участниц Всемирного почтового союза (ВПС; с 1966), а его нынешним национальным почтовым оператором является государственная компания Malawi Posts Corporation. Почтовые марки эмитируются этим государством с 1964 года.

## Развитие почты
Известны ранние письма из Ливингстона (ныне Замбия) и других мест Ширского нагорья и от представителей компании African Lakes Corporation. Почта направлялась посредством бегущего курьера к озеру Ньяса, через него паромом, снова бегуном к реке Шире, затем на лодке до Келимане или Шинде на побережье Индийского океана. Первые почтовые отделения были открыты в Чиромо и Порт-Геральде (ныне Нсанйе) в 1891 году. Британский клиринговый офис был открыт в 1891 году в Шинде (на португальской территории), который передавал почту в запечатанных мешках между Ньясалендом и британскими или немецкими паровыми пакетботами.
Для почтовых нужд с 1891 года эмитировались почтовые марки под названием «British Central Africa Protectorate» («Протекторат Британская Центральная Африка»), а позже — «Nyasaland» («Ньясаленд») и «Nyasaland Protectorate» («Протекторат Ньясаленд»; с 1908 года).
В 1953—1963 годах территория Малави была в составе Федерации Родезии и Ньясаленда и в обращении здесь находились марки Федерации Родезии и Ньясаленда. Раздельные выпуски для Ньясаленда возобновились 1 ноября 1963 года и были изъяты из обращения 5 июля 1964 года.
|  |

В 1966 году Малави приобрела статус республики и 25 октября того же года стала членом ВПС.
В июне 2000 года в соответствии с законом Малави «О связи» № 41 1998 года была создана компания «Малави Постс Корпорэйшн» (англ. Malawi Posts Corporation).
В 2017 году в стране насчитывалось 180 почтовых отделений, принадлежащих компании Malawi Posts Corporation, а также 154 почтовых агентств, находящихся в ведении местных муниципальных органов.

## Выпуски почтовых марок

### Первые марки
Первые почтовые марки Малави были выпущены 6 июля 1964 года и были посвящены провозглашению независимости страны.

### Последующие эмиссии
Начиная с первого выпуска 1964 года на марках страны присутствует надпись: «Malawi» («Малави»).
Первый почтовый блок был эмитирован в 1964 году, после чего выпуск памятных марок почти всегда сопровождается почтовыми блоками.

## Другие виды почтовых марок

### Доплатные
С 1967 года в Малави стали выпускать доплатные марки.